# 手機少女
《手機少女》（日语：ケータイ少女）是日本G-mode所製作的行動電話戀愛遊戲，以及依此改編的動畫、漫畫、輕小說以及電視劇。

## 概要
《手機少女》是日本行動電話的遊戲，在容量以及低音量的限制之下，《手機少女》有300種以上不同的劇情，以及在作品中的女性人物交換郵件。在每個事件發生時會自動下載劇情，儲存到行動電話裡的記憶卡。
在2007年G-mode與工畫堂工作室製作的《手機少女PC》為第一款由手機移植到個人電腦的遊戲，並於2007年3月2日發售。加入全語音以及新事件等。而中文版由光譜資訊代理，於2008年3月20日發售。
除此之外動畫、廣播劇、漫畫、輕小說等多媒體作品，以及在2007年秋天開始播放真人電視劇。

## 故事簡介
相田尋是一個沒有女朋友的普通高中二年級生。在秋天的某一天，在手機網站下載等待時，突然之間他的手機出現一道強光並且變成一個非常小的女孩子。那一位自稱玲的少女說……「到聖誕節之前沒有女朋友的話，玲不能回到原來的世界，尋的手機就會消失」。
為了與女孩子交往，與手機少女·玲一起過著奇妙的生活。

## 登場人物

### 手機少女登場人物
相田尋（配音員：茂木滋（廣播劇CD）、石田彰（動畫））
身高：170cm、體重：62kg、生日：5月12日 （動畫版的設定）
《手機少女》本篇的男主角。就讀於弦摩學園高中二年級。
玲（配音員：寺田はるひ）
身高、體重：依照手機的款式而定、三圍：手的尺寸、生日：11月24日（行動電話版官方網站、PC版使用說明書、PC版開頭動畫）／下載的日期（PC版官方網站、動畫版設定）
尋的手機少女。使用「玲~探索」等各種各樣的能力，尋的戀愛助手。雖然她是台手機，不過總是打瞌睡。
美島一縷（配音員：小清水亞美）
身高：152cm、體重：45kg、三圍：B83・W61・H84、生日：7月31日、血型：O型
《手機少女》本篇的女主角。尋中學時期的朋友，高中二年級。
山田綾乃（配音員：佐藤利奈）
身高：166cm、體重：53kg、三圍：B86・W59・H89、生日：10月10日、血型：A型

巴沙代（配音員：高橋美佳子）
身高：155cm、體重：42kg、三圍：B80・W56・H82、生日：1月9日、血型：A型
沉默寡言的女孩子。高中二年級。屬於管弦樂團喜歡彈鋼琴，經常待在音樂室。便服是（包括泳裝在內）哥德蘿莉風格。
後刀美彌（配音員：植田佳奈）
身高：160cm、體重：48kg、三圍：B88・W59・H86、生日：8月10日、血型：AB型
喜歡流行事物的高中二年級生。雖然參加插花社，但是沒去幾次就不參加了。
藤宮桃香（配音員：名塚佳織）
身高：147cm、體重：38kg、三圍：B71・W54・H74、生日：7月19日、血型：B型

大樹結衣（配音員：寺田はるひ）
身高：158cm、體重：48kg、三圍：B90・W60・H92、生日：11月24日、血型：O型
隱藏人物。帶有不可思議的感覺的成年女性，喜歡比自己年紀小的男性。以前參加排球社。
小鷹啓介（配音員：小笠原淳（電腦遊戲）、鈴木千尋（動畫））
身高：178cm、體重：65kg、生日：4月30日

（配音員：宮川美保（廣播劇CD））
美彌的「手機少女」非「手機少年」。

### 手機少女～綾乃Spirits～登場人物
藤宮哲郎

### 手機少女Cafe登場人物
莎拉

達川理紗

佐伯由未

高井美花

山崎藍子

### 手機少女～Triangle Spirits～登場人物
結城曉

矢野護宏

貝兒

## 製作人員

### 行動電話版
- 製作人：長木一記
- 監製、劇本：仲山時彥（SIIX）
- 人物設計：（工畫堂工作室）
- 音效：MARS
- 開發：SIIX、工畫堂工作室、G-mode

### 電腦遊戲版
- 企劃、製作人：長木一記、
- 監製：瀨尾文彥
- 劇本：仲山時彥、
- 人物設計：
- 系統：奧田將志
- 音效製作：齋木隆（Happinet）
- 影片：
- 監修：仲山時彥・長木一記・石川雅生
- 製作・著作：G-mode
- 發售、販賣：工畫堂工作室

### 主題曲
「white wish」
作詞：　作曲、編曲：大久保薫　歌：美島一縷（小清水亞美）
※行動電話版片尾曲、PC版片頭曲

## 系列作品

### 手機少女～綾乃Spirits～
以山田綾乃的觀點為主題，屬於《手機少女》本篇之後發生的故事。

### 手機少女Cafe
與其他的作品一線之隔屬於女僕咖啡廳經營模擬遊戲。借助手機少女「莎拉」的力量，經營女僕咖啡廳「手機少女Cafe」在5年之內達到地區第一名的目的。與本篇的故事沒有任何關聯。

### 手機少女-麻將Spirits-
與《手機少女》本編的女主角進行麻將對戰的遊戲。屬於本編的平行世界舞台。

## 動畫

### 製作人員
- 原著：G-mode（手機應用程式「手機少女」）
- 監修：長木一記
- 企劃：長木一記、橋本實、山本健司、臼井久人、柳村努
- 故事：吠士隆
- 劇本：佐藤和治
- 人物設計、作畫監督：渡邊真由美
- 美術監督：楠元裕也
- 撮影監督：鹽見和欣
- 編集：森田清次
- 影音編集：SonyPCL、竹村知己
- 音響監督：渡邊淳
- 音響製作人：西名武
- 錄音工作室：
- 音響製作：HALF H・P STUDIO
- 音樂監督：佐藤純之介
- A&R：木戶健介
- 製作人：長木一記、山口實、西川琴美、井上俊次
- 監督、分鏡、演出：矢吹勉
- 動畫制作：雲雀工作室
- 製作：「手機少女」動畫版製作委員會

### 主題曲
片頭曲
歌：小清水亞美、佐藤利奈、高橋美佳子、植田佳奈、名塚佳織、作詞：rino、作曲：大川茂伸、編曲：大久保薫
片尾曲1（第1集～第5集）
歌：小清水亞美、佐藤利奈、高橋美佳子、植田佳奈、名塚佳織、作詞：羽月美久、作曲・編曲：小松一也
片尾曲2
歌：玲（寺田はるひ）、作詞：畑亞貴、作曲・編曲：小池雅也
片尾曲3
歌：巴沙代（高橋美佳子）／山田綾乃（佐藤利奈）／美島一縷（小清水亞美）／後刀美彌（植田佳奈）／藤宮桃香（名塚佳織）、作詞：羽月美久、作曲・編曲：小松一也

### 各集標題一覽
| 集數 | 日文標題 | 中文標題        |
| ---- | -------- | --------------- |
| 01   |          | 來電1 美島 一縷 |
| 02   |          | 來電2 巴 沙代   |
| 03   |          | 來電3 後刀 美彌 |
| 04   |          | 來電4 藤宮 桃香 |
| 05   |          | 來電5 山田 綾乃 |
| 06   |          | 結尾            |

## 廣播劇
手機少女 〜Radio Spirits〜
2006年11月29日至2007年12月26日在音泉播放。
主持人是飾演玲的寺田はるひ。
手機少女 〜聲的課後輔導〜
2008年1月23日開始在音泉播放中。
主持人是飾演玲的寺田はるひ以及電視劇版飾演後刀美彌役的しほの涼。

## 電視劇
電視劇版《手機少女〜戀愛的課後輔導〜》在2007年10月至12月在日本地區播放。每集30分鐘全12集。

### 演員
- 大樹結衣：
- 巴沙代：仲村美羽
- 後刀美彌：志保乃涼
- 山田綾乃：竹中有希
- 藤宮桃香：小池里奈
- 美島一縷：高木歩惟
- 南野涼子：
- 相田尋：内野謙太
- 堤隼人：豬塚健太
- 田邊宏太：斎藤誠
- 中井雅也：高村敦
- 長谷川剛志：池田弘太
- 柏木北斗：中村隆太
- 飛鳥龍一：桐山漣
- 玲：（配音員）

### 製作人員
- 監修：長木一記
- 劇本：市川榮里、谷岡由紀、鈴木友海、磐木大、鈴木三世、黑田麻衣
- 監督：宮本哲也、水野英明、福田景多、高野勝矢、飯島拓哉
- 製作人：西原信行、山野和也、大越智江
- 內容製作：山守文雄

### 主題歌
片頭曲：「Kiss Me !」
歌：／製作：MUSiA
片尾曲：「Stay With Me」
歌：六子／製作：MUSiA
插入曲
- 「Painful the Sky」／
- 「流浪」／KASIN（五行）

### 播放電視台
| 播放區域       | 播放電視台     | 播放日期                      | 播放日、時間（UTC+9） | 電視網        |
| -------------- | -------------- | ----------------------------- | --------------------- | ------------- |
| 香川縣、岡山縣 | 西日本放送     | 2007年10月4日～12月20日       | 星期四24:59～25:29    | 日本電視網    |
| 埼玉縣         | 埼玉電視台     | 2007年10月5日～12月28日       | 星期五24:00～24:30    | 獨立UHF電視網 |
| 千葉縣         | 千葉電視台     | 2007年10月9日～2008年1月8日   | 星期二19:30～20:00    | 獨立UHF電視網 |
| 栃木縣         | 栃木電視台     | 2007年10月9日～12月25日       | 星期二22:30～23:00    | 獨立UHF電視網 |
| 愛媛縣         | 愛電視台       | 2007年10月10日～12月26日      | 星期三24:55～25:25    | TBS電視網     |
| 北海道         | 北海道放送     | 2007年10月12日～2008年1月18日 | 星期五26:10～26:40    | TBS電視網     |
| 群馬縣         | 群馬電視台     | 2007年11月29日～2008年2月28日 | 星期四23:30～24:00    | 獨立UHF電視網 |
| 鳥取縣･島根縣  | 山陰中央電視台 | 2008年1月7日～2月11日         | 星期一25:35～26:30    | 富士電視網    |
| 關西廣域圈     | 關西電視台     | 2008年4月22日～               | 星期二26:59～27:29    | 富士電視網    |
| 福岡縣         | TVQ九州放送    | 2008年4月23日～               | 星期三26:08～26:38    | 東京電視網    |
| 靜岡縣         | 靜岡第一電視台 | 2008年6月7日～                | 星期六26:25～26:55    | 日本電視網    |
| 全日本         | Family劇場     | 2007年10月23日～2008年1月15日 | 星期二24:30～25:00    | CS            |

## 相關作品

### 漫畫
漫畫版在「月刊少年Fang（月刊少年ファング）」2007年3月號開始連載，由於Fangu雜誌停刊，而現在停止連載。作畫為。

### 輕小說
《手機少女～Triangle Spirits～》
小學館Gagaga文庫、2007年6月19日發售、涼風涼著作、ISBN 978-4-09-451015-7

### 廣播劇CD
《手機少女 廣播劇CD ～第2次的聖誕節～》
販售：Scitron、販賣：King Records、2006年3月24日發售、KDCA-0062
本篇的另一個故事。

### CD
動畫《手機少女》片頭/片尾主題曲 /
販售：Lantis、販賣：King Records、2007年4月4日發售、LACM-4357
收入動畫版片頭曲以及片尾曲的單曲CD。
動畫《手機少女》人物歌曲迷你音樂專輯 Hexa colors
販售：Lantis、販賣：King Records、2007年7月11日發售、LACM-5654
收錄了各登場人物的歌曲的迷你音樂專輯。

## 外部連結
- 作品官方網站（日語）
- 工畫堂工作室 手機少女PC （页面存档备份，存于）（日語）
- 動畫版官方網站 （页面存档备份，存于）（日語）
- 動畫版官方Blog（日語）
- 電視劇版官方網站（日語）
- 光譜資訊的介紹（繁體中文）